# ГЕС Sungai Piah Lower
ГЕС Sungai Piah Lower – гідроелектростанція в Малайзія. Знаходячись після ГЕС Sungai Piah Upper (14,6 МВт), становить нижній ступінь в каскаді на річці Piah, лівій притоці Перак, яка дренує західний схил вододільного хребта Малайського півострова та впадає до Малаккської протоки за півтори сотні кілометрів південніше від острова Пінанг.
Відпрацьована на станції верхнього рівня вода повертається у Piah біля впадіння її лівої притоки Toor. Нижче від устя останньої зведена невисока водозабірна споруда, яка спрямовує ресурс до прокладеного у правобережному масиві дериваційного тунелю довжиною 7 км. На своєму шляху він отримує додатковий ресурс з приток Piah - Sulieh, Chier, Dindap, Beltek.
Споруджений у підземному виконанні машинний зал станції Sungai Piah Lower обладнали двома турібнами типу Пелтон потужністю по 27,5 МВт, які працюють при напорі у 414 метрів.
Відпрацьована вода по відвідному тунелю довжиною біля 3 км повертається у Piah, яка невдовзі впадає до Перак на ділянці водосховища ГЕС Кенерінг.
Видача продукції відбувається по ЛЕП, розрахованій на роботу під напругою 132 кВ.
Станція працює в режимі дистанційного управління.